# Михалишин, Моника
Моника Ивона Михалишин (пол. Monika Michaliszyn; 22 мая 1974) — польский лингвист, педагог, доктор наук (2003), дипломат. С 2018 по 2024 г. — Чрезвычайный и Полномочный посол Польши в Латвии.

## Биография
Окончила факультет польской классической филологии и лингвистики факультета современных языков Университета им. Адам Мицкевич в Познани. С 2004 года — переводчик с латышского языка.
Сфера научных интересов — история и культура Латвии, отношения между Польшей и Латвией и другими странами Балтии, современные проблемы стран Балтии, сотрудничество в регионе Балтийского моря. Автор ряда публикаций в прессе о текущих событиях в странах Балтии. Выступает в средствах массовой информации с комментариями событий в Латвии, Литве и Эстонии. Преподает латышскую филологию, ведёт курсы латышского языка. В 1998—2003 годах возглавляла курсы специализации Латвийско-польских международных культурных ассоциаций в Латвийской академии культуры в Риге. Там же основала и в 2002—2003 годах руководила Информационным центром польского языка и культуры. С 2003 по 2006 год была преподавателем кафедры изучения Восточной Европы и факультета общего языкознания и прибалтийских исследований в Варшавском университете. В 2004—2005 годах работала на кафедре прибалтийских исследований Университета им. Адам Мицкевич в Познани.
В 2006—2007 годах — главный советник по международным делам председателя комитета по иностранным делам Сейма Республики Польша, в 2007 году — советник и полномочный представитель премьер-министра по сотрудничеству со странами Балтии. С 2006 года работала научным сотрудником на кафедре Балтийского моря Варшавского университета.
2 сентября 2018 года назначена послом Польши в Латвии.
Награждена латвийским Крестом Признания 2 (2023) и 4 степени (2012).
Владеет английским, латышским, немецким и русским языками. Президент Польско-Балтийского общества.